# Adamów (powiat konecki)
Adamów – wieś w Polsce położona w województwie świętokrzyskim, w powiecie koneckim, w gminie Smyków.
| SIMC    | Nazwa     | Rodzaj    |
| ------- | --------- | --------- |
| 0269914 | Komorniki | część wsi |

W latach 1975–1998 miejscowość należała administracyjnie do województwa kieleckiego.
W 1784 wieś administracyjnie należąca do powiatu chęcińskiego w województwie sandomierskim była własnością rodu Małachowskich, bowiem w regestrze diecezjów jako właściciel widnieje Małachowski, podkanclerz koronny.
7 kwietnia 1940 roku, w czasie tzw. pacyfikacji „hubalowskich”, Niemcy zamordowali 18 mieszkańców Adamowa i spalili kilka gospodarstw.
Wierni Kościoła rzymskokatolickiego należą do parafii Matki Bożej Częstochowskiej w Miedzierzy.